# شاخص منطقه و شدت پسوریازیس
شاخص منطقه و شدت پسوریازیس (به انگلیسی: (Psoriasis Area and Severity Index (PASI) به طور گسترده مورد استفاده برای اندازه گیری شدت پسوریازیس  است. PASI ترکیبی از ارزیابی شدت ضایعات و منطقه‌ای را که تحت تاثیر قرار گرفته به نمره‌ای در محدوده ۰ (بدون بیماری) تا ۷۲ (بیماری حداکثر) است.